# Jefe del Gobierno de Marruecos
El jefe del Gobierno (قائمة رؤساء حكومات المغرب) es la cabeza del poder ejecutivo en Marruecos. Es nombrado por el rey de entre las filas del partido vencedor de las elecciones a la Cámara de Representantes, de conformidad con la vigente constitución de 2011. El jefe y su gobierno responden políticamente ante la Cámara de Representantes mediante la moción de censura y la cuestión de confianza. Hasta 2011, la figura del jefe del poder ejecutivo se denominaba primer ministro y era elegido y destituido libremente por el monarca.

## Primeros ministros y jefes del Gobierno
| Nombre | Nombre                                   | Nombre | Inicio del mandato       | Fin del mandato          | Partido político en el gobierno                            | Monarca                |
| ------ | ---------------------------------------- | ------ | ------------------------ | ------------------------ | ---------------------------------------------------------- | ---------------------- |
| 1      | Mbarek Bekkaï                            |        | 7 de diciembre de 1955   | 15 de abril de 1958      | Partido Istiqlal                                           | Mohammed V (1955–1961) |
| 2      | Ahmed Balafrej                           |        | 12 de mayo de 1958       | 16 de diciembre de 1958  | Partido Istiqlal                                           | Mohammed V (1955–1961) |
| 3      | Abdallah Ibrahim                         |        | 16 de diciembre de 1958  | 20 de mayo de 1960       | Partido Istiqlal/Unión Nacional de Fuerzas Populares       | Mohammed V (1955–1961) |
| 4      | Ahmed Bahnini                            |        | 13 de noviembre de 19631 | 7 de junio de 1965       | Frente para la Defensa Constitucional de las Instituciones | Hassan II              |
| 5      | Mohamed Benhima                          |        | 7 de julio de 1967       | 6 de octubre de 1969     | Frente para la Defensa Constitucional de las Instituciones | Hassan II              |
| 6      | Ahmed Laraki                             |        | 6 de octubre de 1969     | 6 de agosto de 1971      | Partido Istiqlal                                           | Hassan II              |
| 7      | Mohammed Karim Lamrani (Primer mandato)  |        | 6 de agosto de 1971      | 2 de noviembre de 1972   | Independiente                                              | Hassan II              |
| 8      | Ahmed Osman                              |        | 2 de noviembre de 1972   | 22 de marzo de 1979      | Agrupación Nacional de los Independientes                  | Hassan II              |
| 9      | Mohammed Maati Bouabid                   |        | 22 de marzo de 1979      | 30 de noviembre de 1983  | Unión Constitucional                                       | Hassan II              |
| 10     | Mohammed Karim Lamrani (Segundo mandato) |        | 30 de noviembre de 1983  | 30 de septiembre de 1986 | Independiente                                              | Hassan II              |
| 11     | Azzeddine Laraki                         |        | 30 de septiembre de 1986 | 11 de agosto de 1992     | Independiente                                              | Hassan II              |
| 12     | Mohammed Karim Lamrani (Tercer mandato)  |        | 11 de agosto de 1992     | 25 de mayo de 1994       | Independiente                                              | Hassan II              |
| 13     | Abdellatif Filali                        |        | 25 de mayo de 1994       | 4 de febrero de 1998     | Independiente                                              | Hassan II              |
| 14     | Abderramán Yusufi                        |        | 4 de febrero de 1998     | 9 de octubre de 2002     | Unión Socialista de Fuerzas Populares                      | Hassan II              |
| 15     | Driss Jettou                             |        | 9 de octubre de 2002     | 19 de septiembre de 2007 | Independiente                                              | Mohamed VI             |
| 16     | Abbas el Fassi                           |        | 19 de septiembre de 2007 | 29 de noviembre de 2011  | Partido Istiqlal                                           | Mohamed VI             |
| 17     | Abdelilah Benkirane                      |        | 29 de noviembre de 2011  | 17 de marzo de 2017      | Partido de la Justicia y el Desarrollo                     | Mohamed VI             |
| 18     | Saadeddine Othmani                       |        | 17 de marzo de 2017      | 10 de septiembre de 2021 | Partido de la Justicia y el Desarrollo                     | Mohamed VI             |
| 19     | Aziz Akhannouch                          |        | 10 de septiembre de 2021 | Actualmente en el cargo  | Agrupación Nacional de los Independientes                  | Mohamed VI             |